# 29212 Зееман
29212 Зееман (29212 Zeeman) — астероїд головного поясу, відкритий 10 вересня 1991 року.
Тіссеранів параметр щодо Юпітера — 3,290.
Названо на честь Пітера Зеемана (нід. Pieter Zeeman, 1865 — 1943) — нідерландського фізика, лауреата Нобелівської премії з фізики 1902 року (разом з Гендріком Антоном Лоренцом, «за видатні заслуги в дослідженнях впливу магнетизму на радіаційні явища».).